# Nationalliga A (Schach)
Die Nationalliga A ist die höchste Spielklasse der Schweizerischen Mannschaftsmeisterschaft im Schach (SMM). Dieser gehören 10 Mannschaften an; gespielt wird an 8 Brettern.

## Organisationsform
Die 10 teilnehmenden Mannschaften spielen ein einfaches Rundenturnier, über die Endplatzierung entscheidet zunächst die Anzahl der Mannschaftspunkte (zwei Punkte für einen Sieg, ein Punkt für ein Unentschieden, kein Punkt für eine Niederlage), anschließend die Anzahl der Brettpunkte (ein Punkt für eine Gewinnpartie, ein halber Punkt für eine Remispartie, kein Punkt für eine Verlustpartie). Die beiden Letzten steigen in die Nationalliga B ab und werden durch die beiden Sieger der Gruppen Ost und West der Nationalliga B ersetzt. Ein Verein kann mit maximal einer Mannschaft in der Nationalliga A vertreten sein.
Die Mannschaftsaufstellungen müssen grundsätzlich nach der am 1. Januar gültigen Führungsliste erfolgen, allerdings darf ein Spieler maximal zwei Bretter höher oder tiefer eingesetzt werden. Pro Wettkampf darf eine Mannschaft höchstens einen Ausländer einsetzen, nicht unter diese Beschränkung fallen Ausländer, die eine der folgenden Bedingungen erfüllen:
- Sie haben einen Wohnsitz in der Schweiz und eine mindestens 9 Monate dauernde Aufenthaltserlaubnis.
- Sie haben in den Jahren 1994 bis 1998 mindestens 20 Partien in der SMM gespielt.
- Sie haben einen Wohnsitz, der maximal 20 Kilometer von der Schweizer Grenze entfernt liegt.

Die Bedenkzeit beträgt 100 Minuten für die ersten 40 Züge, danach 50 Minuten für 20 Züge und 15 Minuten bis zum Partieende; ab dem ersten Zug erhält jeder Spieler zudem eine Zeitgutschrift von 30 Sekunden pro Zug bis zum Ende der Partie. Seit der Saison 2015 sind Remisangebote erst ab dem 30. Zug zulässig.

## Besonderheiten
Neben der SMM veranstaltet der Schweizerische Schachbund (SSB) mit der Schweizer Gruppenmeisterschaft (SGM) eine weitere Mannschaftsmeisterschaft, deren höchste Spielklasse die 1. Bundesliga ist. Begründet ist dies durch die Tatsache, dass der SSB 1995 aus dem Zusammenschluss des Schweizerischen Arbeiterschachbundes (der vorher die SGM veranstaltete) und des Schweizerischen Schachverbandes (der bis dahin die SMM durchführte) entstand und beide Wettbewerbe beibehalten wurden.